# الدوري النمساوي 1975–76
الدوري النمساوي الممتاز 1975–76 (بالألمانية: Österreichische Fußballmeisterschaft 1975/76)‏ هو الموسم 65 من بوندسليغا النمسا لكرة القدم. أشرف على تنظيمه اتحاد النمسا لكرة القدم، وكان عدد الأندية المشاركة فيه 10، وفاز فيه أوستريا فيينا.